# ハローズ東広島モール
ハローズ東広島モール（ハローズひがしひろしまモール）は、広島県東広島市西条西本町にあるショッピングセンター。

## 概要
広島県南西部1号店として、西条プラザ跡地に2017年9月30日にオープンした。ハローズでは珍しい、3階建て・モール型の店舗。西条プラザ時代にあった福屋が入っている。

## テナント

### 1階
- ハローズ
- 福屋
- 小柴クリーニング
- ATM

### 2階
- 西松屋
- ダイソー
- キッズプラザゆめもくば
- 加島薬局

### 3階
- 病院関係
- カーブス

### 外棟
- ザグザグ
- 天下一品
- トゥルース